# Guahiba-Zwergbeutelratte
Die Guahiba-Schlankbeutelratte (Cryptonanus guahybae) ist eine Beuteltierart, die in einem kleinen Gebiet in der Umgebung der Städte Porto Alegre und Guaíba im südlichen Brasilien im Bundesstaat Rio Grande do Sul vorkommt.

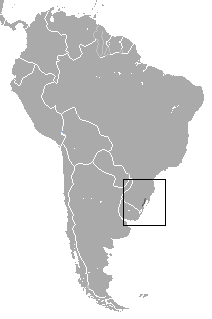
Verbreitungsgebiet

## Beschreibung
Die Tiere erreichen eine Kopfrumpflänge von 7 bis 10,2 cm, haben einen 9,6 bis 13,5 cm langen Schwanz und erreichen ein Gewicht von 14 bis 25 g. Der Schwanz ist damit etwa 20 % länger als Kopf und Rumpf zusammen. Das Rückenfell und die Kopfoberseite sind rotbraun, der Kopf etwas heller als der Rücken. Schmale, dunkle Ringe um die Augen reichen nach vorn bis zur Nase, erreichen aber nicht die Basis der relativ kleinen Ohren. Sie können auch fehlen. Die Unterseite des Körpers ist hellgrau, das Kinn ist weißlich. Das Fell ist lang. Die Schwanzoberseite ist etwas dunkler als die Unterseite. Die Weibchen haben 15 Zitzen, eine in der Mitte stehende und je sieben an den Seiten, aber keinen Beutel.

## Lebensraum und Lebensweise
Die Guahiba-Schlankbeutelratte kommt in einem kleinen Gebiet der brasilianischen Pampa, in der Restinga, einem küstennahen Waldbiotop und in Flußuferwäldern mit sandigen Böden vor. Da die meisten Exemplare, die bisher gefangen wurden, in Fallen gingen, die auf dem Erdboden standen, nimmt man an, dass die Art vorwiegend terrestrisch lebt. Einige Individuen wurden jedoch auch in Fallen gefangen, die in der Vegetation in Höhen von 0,5 bis 1,5 m angebracht waren. Über die Ernährung der Tiere und ihr Fortpflanzungsverhalten ist bisher nichts bekannt.
Über den Bestand und den Gefährdungsgrad der Chaco-Schlankbeutelratte kann die IUCN keine Angaben machen. Bisher wurden nur wenige Exemplare gefangen, und die Grenzen des Verbreitungsgebietes sind bisher unklar.

## Belege
1. 1 2 3 4  Diego Astúa: Family Didelphidae (Opossums). in Don E. Wilson, Russell A. Mittermeier: Handbook of the Mammals of the World – Volume 5. Monotremes and Marsupials. Lynx Editions, 2015, ISBN 978-84-96553-99-6. Seite 170.